# Colepia lanata
Colepia lanata är en tvåvingeart som beskrevs av Daniels 1987. Colepia lanata ingår i släktet Colepia och familjen rovflugor. Inga underarter finns listade i Catalogue of Life.